# 성주여자중학교
성주여자중학교(星州女子中學校)는 대한민국 경상북도 성주군 성주읍 경산리에 있는 사립 중학교이다.

## 학교 연혁
- 1955년 1월 28일 : 재단법인 경심학원 설립인가
- 1955년 3월 30일 : 성주여자중학교 설립인가(6학급)
- 1955년 4월 5일 : 개교 및 초대 채명득 교장 취임
- 1989년 5월 10일 : 학교법인 성주교육재단으로 법인변경
- 1990년 3월 30일 : 정관변경(중ㆍ고 분리)
- 1993년 12월 13일 : 하키부 창단
- 1999년 2월 25일 : 제6대 이희영 재단이사장 취임
- 2005년 3월 3일 : 특수 학급 신설
- 2005년 10월 4일 : 학교 법인 석암학원으로 법인변경
- 2021년 9월 1일 : 제14대 이우재 교장 취임
- 2024년 2월 8일 : 제70회 졸업식
- 2024년 3월 4일 : 제73회 입학식

## 참고 자료
- 성주여자중학교 - 한국교육학술정보원 학교알리미